# Свадковичи
Свадковичи (бел. Свадкавічы) — деревня в Кричевском районе Могилёвской области Белоруссии. Входит в состав Костюшковичского сельсовета.

## География
Деревня находится в северо-восточной части Могилёвской области, в пределах Оршанско-Могилёвской равнины, на берегах реки Добрости, на расстоянии примерно 3 километров (по прямой) к западу от Кричева, административного центра района. Абсолютная высота — 154 метра над уровнем моря.

## История
В конце XVIII века деревня входила в состав Мстиславского воеводства Великого княжества Литовского.
Согласно «Списку населенных мест Могилёвской губернии» 1910 года издания населённый пункт входил в состав Кричевской волости Чериковского уезда Могилёвской губернии. В деревне имелся 21 двор и проживал 191 человек (94 мужчины и 97 женщин).

## Население
По данным переписи 2009 года, в деревне проживало 52 человека.